# Skřípinec
Skřípinec (Schoenoplectus) je rod mokřadních jednoděložných rostlin z čeledi šáchorovitých.

## Rozšíření
Skřípinec je rozšířen mimo polárních a suchých oblastí po celé zeměkouli. Vyrůstá nejčastěji na zamokřených planinách, v bahnitých i písčitých močálech, na okrajích jezer a rybníků, na březích zavodňovacích a odvodňovacích kanálů. Některé druhy snáší i zasolené půdy, nevyhovují mu místa s velkým vlnobitím poškozující jeho měkké stonky.
Na území České republiky se prokazatelně v současnosti vyskytují dva druhy: skřípinec jezerní a skřípinec Tabernaemontanův, v minulosti zde rostl ještě skřípinec poléhavý. V literatuře je doložen i někdejší výskyt dalších druhů, Schoenoplectus triqueter, Schoenoplectus mucronatus a Schoenoplectus pungens. Jejich výskyt v minulosti však není řádně podložen herbářovými doklady a v současnosti není výskyt těchto druhů z ČR znám.

## Popis
Jsou to rostliny převážně vytrvalé, řidčeji jednoleté, jejich oblé nebo trojhranné lodyhy vyrůstají solitérně nebo v trsech. U vytrvalých druhů najdeme silný článkovitý oddenek, který rostlinu ukotvuje v bahnité půdě. Zelené lodyhy mohou dosahovat výšky až dvou metrů (řidčeji i více), obsahují aerenchymové pletivo a jejích vnější buňky jsou schopny fotosyntézy. Lodyhy bývají na bázi objaty trubkovými pochvami s oušky. Čepele jsou u mnoha druhů redukované, často vyrůstají jen z jedné nebo ze dvou nejhořejších pochev a jsou jen krátké. Někdy mohou čepele zcela chybět, hlavním fotosyntetickým aparátem pak je stonek. Některé druhy vytváří morfotypy rostoucí v proudící vodě a pak mívají několik dlouhých, úzkých, splývavých listů.
Lodyha nese na vrcholu složitý kružel klásků podepřený listenem, který obvykle vytváří pokračování stonku, proto je květenství zdánlivě boční. Květenství je volný nebo hlávkovitě stažený kružel z klásků a svazečků klásků přisedlých nebo vyrůstajících na rozličně dlouhých stopkách. Klásky jsou složeny se spirálovitě seřazených plev, které na vrcholu bývají zakončené krátkou osinou. V paždích plev vyrůstají drobné bisexuální květy. Okvětí je redukováno na 6 štětinek (řidčeji jiný počet nebo jsou redukovány). Štětinky bývají nazpět osténkaté nebo péřité. Květy obsahují obvykle tři tyčinky s prašníky, na vrcholu konektivu bývá krátký přívěsek. Semeník je svrchní, čnělka je zakončená dvěma (např. s.  Tabernaemontanův) nebo třemi (např. s.  jezerní) nitkovými bliznami. Nažky jsou hladké nebo u některých druhů svraskalé či podélně rýhované, jsou vypouklé s výrazným hřbetním kýlem (u druhů se 3 bliznami) nebo bikonvexní (oboustranně vypouklé, u druhů se 2 bliznami). Na vrcholu jsou většinou zakončené krátkým zobánkem, bývají dlouhé nejčastěji od 2,5 do 3 mm. Některé druhy (sect. Supini) mají kromě obopohlavných navíc ještě i samičí květy, produkují heterokarpické plody, ty ze samičích květů jsou větší než ostatní.

## Využití
Skřípinec je v mnoha mokřadních oblastech dominantní rostlina a bývá ekologicky významný. Poskytuje úkryt rybám i hnízdícím ptákům, mladé rostliny a oddenky slouží jako potrava býložravcům a hlodavcům. Rostliny místní obyvatelé tradičně využívají pro výrobu rohoží, košů, židlí, stavbu člunů apod. Některé druhy jsou uměle vysazovány k okrasným účelům a dále jako součást kořenových čistíren odpadních vod, kdy se k přirozenému čistění využívá bakterií žijících na kořenech rostlin.
Maximálního významu však dosahuje skřípinec v Jižní Americe na jezeře Titicaca, kde jsou z něho budovány celé umělé, trvale obydlené plovoucí ostrovy, včetně domů i člunů. Pro pobřežní obyvatelstvo tam skřípinec zase slouží jako krmivo dobytka a topivo.

## Taxonomie
Ve světě se vyskytuje přibližně 77 druhů.
Ve střední Evropě roste těchto 7 druhů:
- skřípinec jezerní (Schoenoplectus lacustris) (L.) Palla
- skřípinec Tabernaemontanův (Schoenoplectus tabernaemontani) (C. C. Gmel.) Palla
- skřípinec americký (Schoenoplectus pungens) (Vahl) Palla
- skřípinec osinkatý (Schoenoplectus mucronatus) (L.) Palla
- skřípinec pobřežní (Schoenoplectus litoralis) (Schrader) Palla
- skřípinec poléhavý (Schoenoplectus supinus) (L.) Palla
- skřípinec trojhranný (Schoenoplectus triqueter) (L.) Palla

z nichž prvé dva také v České republice.

## Galerie

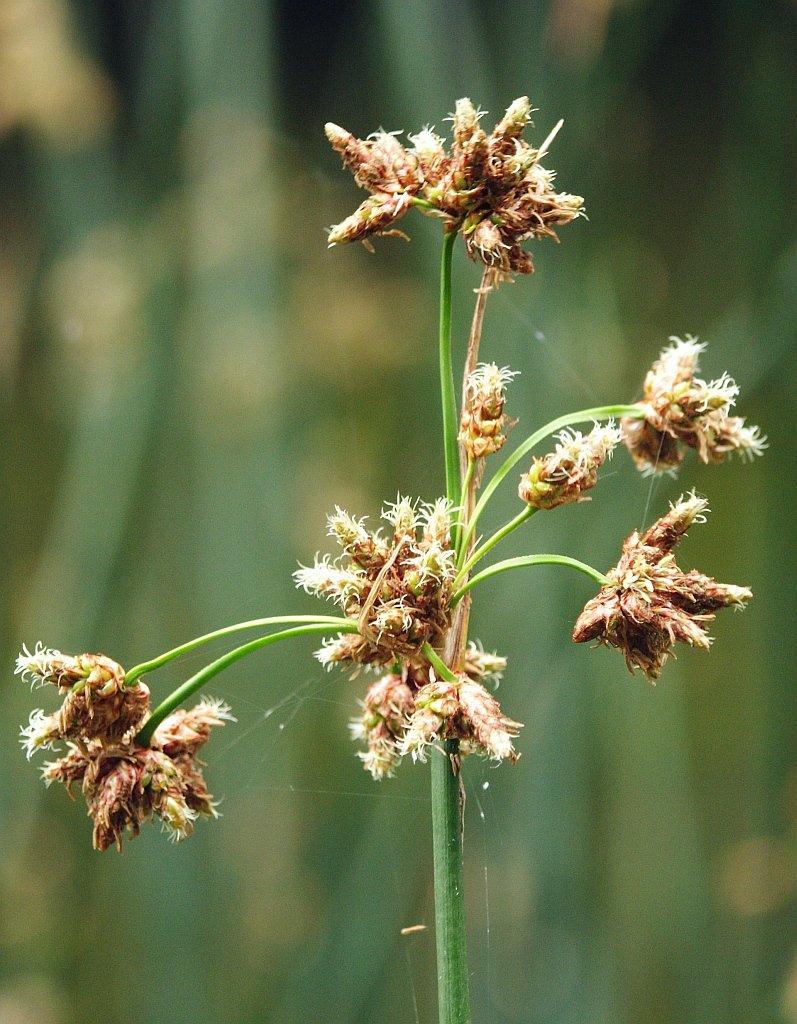
Volný kružel klásků skřípince jezerního
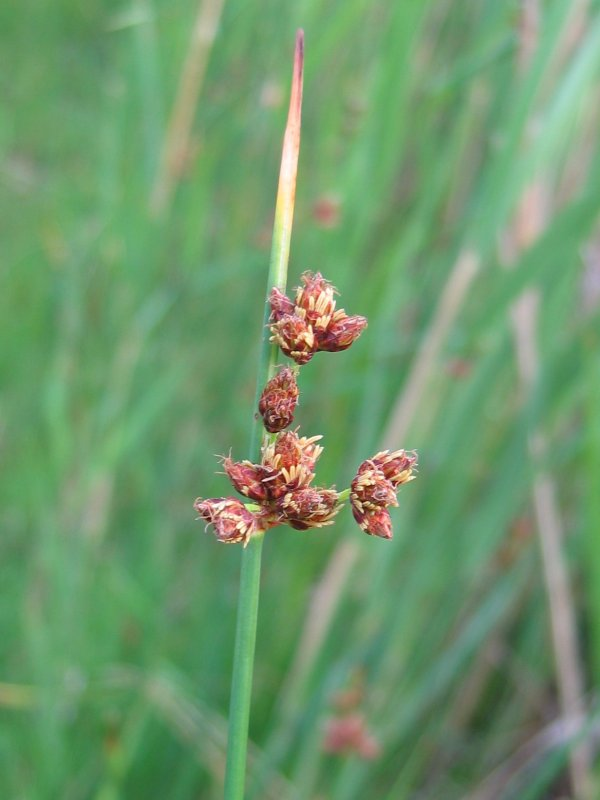
Kružel klásků skřípince Tabernaemontanova
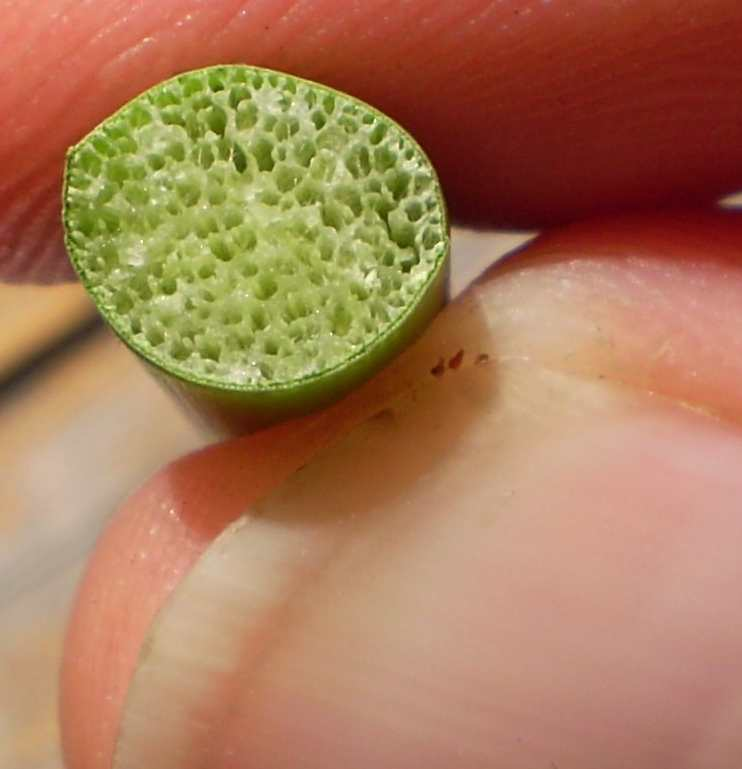
Řez aerenchymovým pletivem lodyhy
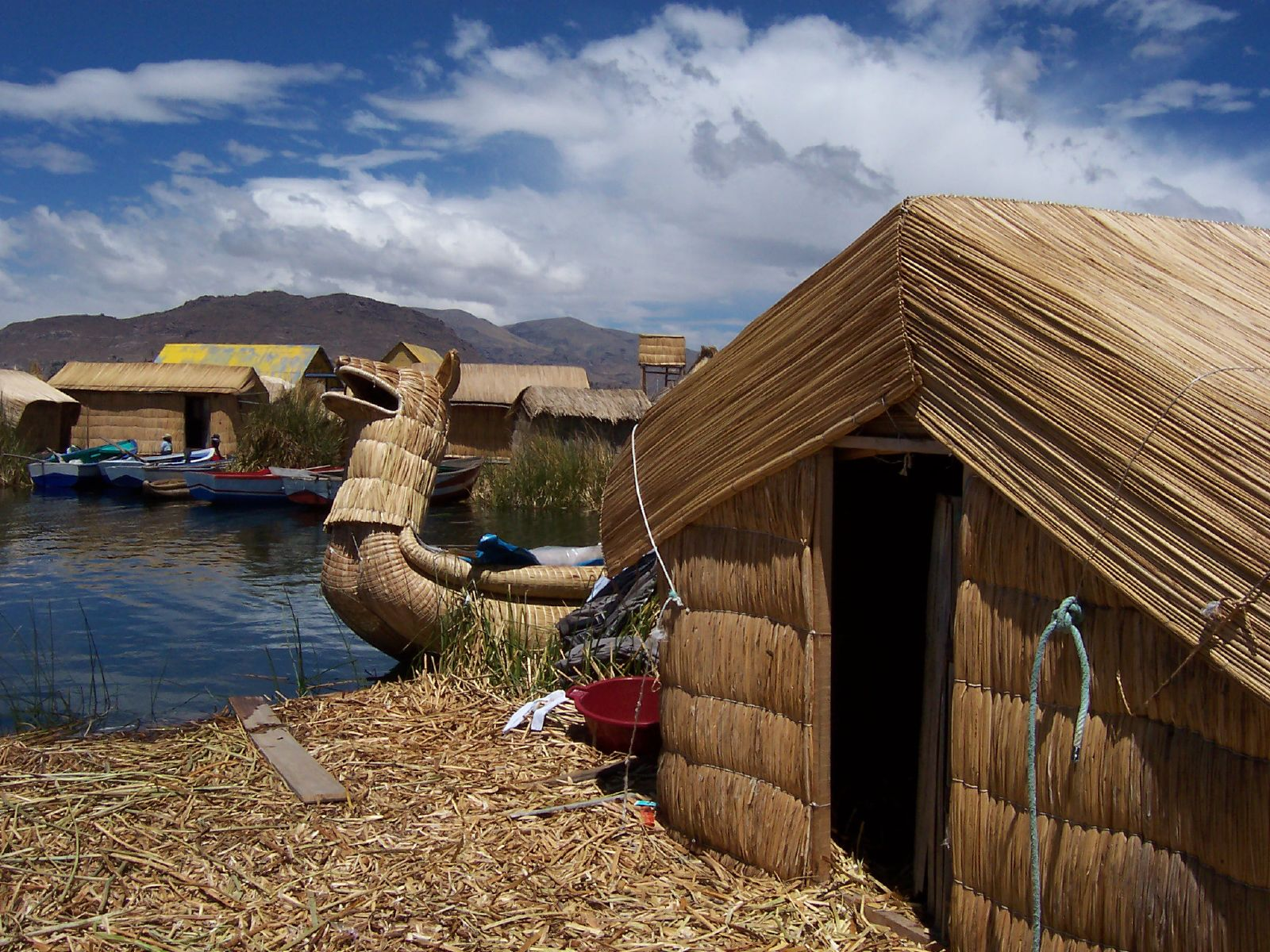
Využití skřípince na jezeře Titicaca